# Belvedere, Kalifornien
Belvedere är en ort i Marin County i delstaten Kalifornien, USA.